# Гібридна війна
Гібридна війна — війна з поєднанням в застосуванні конвенційної зброї, партизанської війни, тероризму, кібервійни, торгових війн, патентних війн, реваншистських рухів, інформаційного тероризму, пропаганди, порушень прав людини, злочинів проти людяності, військових навчань, переселення, узурпації, вплив на громадську думку, злочинні акти цензури, тощо. та злочинної поведінки з метою досягнення певних політичних цілей, основним інструментом якої є створення державою-агресором в державі, обраній для агресії, внутрішніх протиріч та конфліктів з подальшим їх використанням для досягнення політичних цілей агресії, які досягаються звичайною війною.
Експерти називають гібридну війну типом конфлікту, який все частіше буде застосовуватися у 21 столітті.

## Методи ведення війни
Гібридна війна поєднує принципово різні типи і способи ведення війни, які скоординовано застосовуються задля досягнення основних цілей. Типовими компонентами гібридної війни є використання методів, що сприяють виникненню та поглибленню в державі, обраній для агресії, внутрішніх конфліктів:
- створення внутрішніх суспільних протиріч через пропаганду з її переходом у інформаційну війну;
- створення економічних проблем через економічне протистояння з переходом в економічну війну та протидію зв'язкам країни-жертви з сусідніми країнами;
- підтримка сепаратизму та тероризму аж до актів державного тероризму; побудова псевдодержавних утворень як гібридного ідеал-проекту державотворення;
- сприяння створенню нерегулярних збройних формувань (повстанців, партизан та ін.) та їх оснащення.

При цьому сторона-агресор намагається та може залишатися публічно непричетною до розв'язаного конфлікту.
Наприклад, у виправданні злочинних антиукраїнських дій — у заяві МЗС РФ щодо подій у Донецьку 13 березня 2014 року зазначається: «Росія усвідомлює свою відповідальність за життя „співвітчизників“ і „співгромадян“ в Україні і залишає за собою право на їх захист» і, одночасно, аналогічно до еклектичних «поєднань» позицій в проекті «російського світу», — в офіційній заяві використовує нечіткі терміни «співвітчизники» і «співгромадяни» (порівняй із концепцією «зелені чоловічки»), які залишають для влади РФ відкритими фактично будь-які варіанти подальших дій.
Якщо ці методи війни виявляються дієвими, держава агресор може досягти своїх агресивних цілей та закріпити успіх, виступили в ролі миротворця у внутрішньому конфлікті. У випадку, якщо ці методи виявляються мало дієвими, агресор може застосувати:
- інші методи ведення війни з залученням у конфлікт на своєму боці третіх країн[5][4][8];
- класичні прийоми ведення війни з прихованим локальним обмеженим застосуванням власних збройних сил або через неприховану агресію.

## Питання визначення
Оскільки поняття г.в. стосується новітніх методів ведення війни, загальний консенсус щодо його остаточного визначення знаходиться у стадії формування.
Визначення гібридної війни:
- Начальник Генерального штабу Збройних сил Росії, перший заступник міністра оборони РФ генерал армії Валерій Герасимов на конференції в Академії військових наук в січні 2013 року описав російську військову тактику наступним чином:[9]

| Акцент змістився на використання політичних, економічних, інформаційних, гуманітарних та інших невійськових заходів поряд із застосуванням протестного потенціалу місцевого населення. Все це повинно супроводжуватися прихованими військовими операціями - наприклад, методами інформаційної війни і задіянням спецназу... |
| В XXI сторіччі простежується тенденція розмиття відмінностей між станом війни і миру. Війни вже не оголошуються, а коли почались, йдуть не за звичним нам шаблоном.Оригінальний текст (рос.) В XXI веке прослеживается тенденция стирания различий между состоянием войны и мира. Войны уже не объявляются, а начавшись, идут не по привычному нам шаблону. |
| Відкрите використання сили, часто під прикриттям миротворчої діяльності та посередництва у вирішенні кризи, повинно застосовуватися на фінальній стадії, як правило, щоб домогтися повної перемоги у війні[10] |
- За словами генерал-майора у відставці, члена верхньої палати парламенту Нідерландів Франка ван Каппена:

| Держава, яка веде гібридну війну, укладає оборудку з недержавними виконавцями — бойовиками, групами місцевого населення, організаціями, зв'язок із якими формально повністю заперечується. Ці виконавці можуть робити такі речі, які сама держава робити не може, тому що будь-яка держава зобов'язана дотримуватися Женевської конвенції та Гаазької конвенції про закони сухопутної війни, домовленості з іншими країнами[8]. |
- Підполковник корпусу морської піхоти США Білл Немет, чия дисертація базується на досвіді обох чеченських війн, характеризує ведення гібридної війни, як:

| сучасну форму партизанської війни,... що використовує як сучасні технології так і сучасні методи мобілізації. | Немет зазначає, що чеченці були здатні легко переходити від традиційної до партизанської тактики ведення війни, в міру необхідності; і що їх тактика часто знаходилась на межі між партизанською війною і тероризмом.

## Історичні приклади

### Приклади гібридних воєн з античності до другої половини XX століття
Автори збірника під редакцією Мюррея і Мансура розбирають дев'ять прикладів гібридних воєн з античності до другої половини XX століття:
1. Завоювання Німеччини римлянами.
2. Придушення англійцями Ірландії в 1594—1603 роках.
3. Американська революція.
4. Піренейські війни.
5. Протипартизанські дії в ході громадянської війни в США.
6. Франко-прусська війна.
7. Велика гра.
8. Японія в Північному Китаї в 1937—1945 роках.
9. В'єтнамська війна.

### Війна в Карабаху
Роздмухання конфлікту, а потім негласна участь радянських, а потім російських військ у Карабаського конфлікту між Вірменією і Азербайджаном на кінці 1980-х — початку 1990-х років і надалі.

### Лівансько-ізраїльська війна 2006 року
Одним з прикладів гібридної війни вважається Лівансько-ізраїльський конфлікт 2006 року, у якому Хізбалла боролася із військово сильнішим противником Ізраїлем із використанням класичних військових дій, нерегулярних збройних формувань та інформаційних методів ведення війни, завдавши Ізраїлю, на думку деяких експертів, стратегічної поразки.

### Російсько-грузинська війна 2008 року
У Російсько-грузинській війні 2008 року Росія, одночасно із застосуванням офіційної армії, вела інформаційну, кібер- та економічну війну.

### Російсько-українська війна починаючи з 2014 року
Іншим прикладом гібридної війни, у якій військово потужніша держава-агресор домовляється із недержавними виконавцями — групами місцевого населення та бойовиками, — зв'язок із якими вона формально цілковито заперечує, є російська диверсійна діяльність в Україні навесні 2014 року.
Під час конфлікту невеликі групи російських військовослужбовців організовували та координували озброєні загони терористів із місцевого населення на сході України, уникаючи прямого введення своїх військ через український кордон, що дозволяло Росії частково обходити міжнародне право у галузі ведення війни.
Колишній радник з безпеки при ООН і НАТО, генерал-майор у відставці Франк ван Каппен в інтерв'ю Радіо Свобода заявив, що Путін веде в Україні гібридну війну.
Екс-заступник міністра оборони України І. В. Кабаненко заявив, що гібридна війна, яку веде щодо України Російська Федерація, вимагає переходу від реактивних стратегій до проактивних. Тобто, «гібридна війна побудована на „промацуванні“ слабких місць, послідовному просуванні або одночасному за кількома напрямами, такими „хвилями“, які йдуть на спад, а потім піднімаються. Розуміючи цю природу, і як це працює, можна достатньо ефективно працювати на випередження»
Разом із тим, директор Українського інституту національної пам'яті Володимир В'ятрович заявив, що Кремль веде в Україні не гібридну, а «більшовицьку» війну. Події, що відбуваються сьогодні на Сході України, дуже схожі на те, що відбувалося у 1918—1920 роках. «Такі події, як утвердження радянської влади насправді у 1918, 1919, 1920 роках і те, що відбувається зараз — в цьому можна провести багато паралелей. Світ говорить про якійсь новий тип війни, який застосовується проти України, так звану гібридну війну, але мені здається, насправді, цей тип не новий — це типовий більшовицький тип ведення війни, який вівся проти України ще в 1918 році», — зазначив В'ятрович. За його словами, суть цього методу полягала в тому, що «на певній території твориться якась паралельна, альтернативна влада, в Харкові на противагу УНР твориться Раднарком Радянської України, який підтримується з Москви, створюються збройні формування, саме ці збройні формування визнаються Москвою, ведеться активна інформаційна, пропагандистська промивка місцевого населення для того, щоб його підтримувати, а потім розгортається вже безпосередня агресія — вторгнення на територію України».
Гібридну війну проти України РФ розв'язала не в квітні 2014-го з початком подій на Донбасі, і не в лютому з початком анексії Криму, як багато хто вважає. Початок кримських подій символізує задіяння військового компонента, у якому Москва досі не потребувала (хоча все і було підготовлено до військового сценарієм), оскільки все і так йшло «за планом». А план гібридної війни почав реалізовуватися ще з 14 серпня 2013, коли Росія в явочному порядку і масово стала дискримінувати український експорт в РФ, завдаючи економічний збиток. Мета була очевидною — не допустити підписання Угоди про асоціацію з ЄС і втягнути Україну в Митний союз.
На думку доктора К. Вуйціцького з Центру студій Східної Європи Варшавського університету те, що відбувається в Україні, можна назвати «гібридною війною». Вона полягає в тому, що сильна держава не може напасти на слабшу, тому намагається розділити її. Москва робить це, висилаючи диверсантів, мобілізуючи злочинців і проводячи інформаційну війну.
Подібну думку висловив український політолог Сергій Таран: "Якщо говорити про гібридну війну, то в Україні слово «гібридна» вживається в тому сенсі, що немає оголошеної повномасштабної війни з танками, з літаками, з застосуванням армії. А є неоголошена війна за допомогою малих диверсійних груп, які вчиняють провокації й диверсії на території України, хоча вони прийшли з Росії, і дуже багато найманців саме росіян. У цьому сенсі є гібридна війна.
Світові ЗМІ пишуть, що «гібридна війна» Росії з Україною на сході працює, а тому Києву варто перейняти деякі прийоми ворога. Інші видання говорять про те, що Захід мав би демонструвати більш рішучу підтримку України щодо її європейських прагнень.
«Визначальним атрибутом у гібридній війні є не так конкретна перемога, проведений ефектний бій, як утримання населення в постійному страху, страху за своє життя, життя рідних та близьких, і неважливо якими методами це досягається».
Згідно оцінки видання Foreign Policy елементом гібридної війни були не тільки російські війська спеціального призначення, але і місцевий криміналітет, що діяв під виглядом загонів самооборони.
|  | … світ холодної війни і всі побудовані на цьому хиткому фундаменті конструкції остаточно відходять у минуле. Гібридна війна, розв'язана Росією як своєрідна «Друга холодна війна» (подібно до того, як Друга світова була ініційована нацистською Німеччиною як реванш за поразку в Першій світовій), показала, що за нинішньої політичної моделі Захід не готовий до нових масштабних викликів. Мабуть, у цьому ключі наших європейських партнерів навіть складно звинувачувати в нерішучості — реакція на нову загрозу, на нові-старі методи атак Росії виявляється за межами самого розуміння загрози і здатності Європи (політичної, організаційної, правової) реагувати на них. Інтеграційні союзи, побудовані за час попередніх 50–70 років виявляються малоефективними в нових умовах. По суті, Росія, зумівши дуже точково докласти свої зусилля, змогла посилити серйозні внутрішні протиріччя і зіграти на них. Спочатку Brexit, потім події у Каталонії, готовність Шотландії знову порушити тему референдуму про незалежність, заяви Венеції і Ломбардії про потребу надати їм більше автономії — хоча майже в усіх випадках проступає участь Росії (часто надмірно перебільшена), однак це не скасовує найголовнішого: поточний європейський інтеграційний проект виявляється неспроможним відповісти на зовнішню гібридну агресію. Його механізми захисту виявилися нездатними захистити те, заради чого їх було створено — зміцнення єдності Заходу, зміцнення демократії, миру і процвітання. |